# Youki Kudoh
Youki Kudoh (jap. 工藤 夕貴 Kudō Yūki; ur. 17 stycznia 1971 r. w Hachiōji) – japońska aktorka i piosenkarka.

## Życiorys
Kudoh urodziła się w 1971 roku w Hachiōji, w aglomeracji Tokio. Ma młodszego brata Masakiego. Karierę piosenkarki rozpoczęła w wieku 12 lat.
Jako aktorka zadebiutowała główną rolą w komedii Gyaku-funsha kazoku z 1984 roku, za którą otrzymała nagrodę na Yokohama Film Festival (Yokohama Eigasai) w Jokohamie w 1985 roku. W 1986 roku zaśpiewała wszystkie piosenki do anime Pollyanna. 
W 1990 roku Kudoh zdobyła nagrodę Independent Spirit Award za rolę w komedii Mystery Train wyreżyserowanej przez Jima Jarmuscha. Za główną rolę w filmie Sensō to seishun z 1991 roku otrzymała Hochi Film Award (Hōchi Eiga Shō) w 1991 roku i Nagrodę Błękitnej Wstęgi (Burū Ribon Shō, ang. Blue Ribbon Award) w 1992 roku. W 1993 roku zagrała główną rolę w musicalu do powieści Podniebna poczta Kiki, a w 1994 roku kolejną w dramacie filmowym Picture Bride.
W australijskim thrillerze Heaven's Burning z 1997 roku Kudoh zagrała jedną z głównych ról u boku Russella Crowe'a. Jej rola u boku Ethana Hawke'a w dramacie Cedry pod śniegiem z 1999 roku przyniosła jej nominację do Nagrody „Satelita” (Satellite Awards) 2000. W komedii akcji Godziny szczytu 3 z 2007 roku zagrała jedną z większych ról u boku Chrisa Tuckera i Jackiego Chana.
W 1999 roku magazyn Time opublikował artykuł Kudoh, w którym skarżyła się, że Japończycy są sami winni obecności amerykańskich wartości w kulturze Japonii.

## Filmografia

### Filmy
- Gyaku-funsha kazoku (1984) - Erika Kobayashi
- Shukuji (1985) - Fusae Saotome
- Taifū Kurabu (1985) - Rie Takami
- Honba joshikō manyuaru: Hatsukoi binetsu-hen (1987) - Michiko Sawaki
- Aoi sanmyaku '88 (1988) - Shinko Terazawa
- Hanazono no meikyū (1988) - Fuyumi
- Mystery Train (1989) - Mitsuko
- Sensō to seishun (1991) - Yukari Hanafusa / Sakiko
- Picture Bride (1994) - Riyo
- Heaven's Burning (1997) - Midori
- Cedry pod śniegiem (1999) - Hatsue Imada Miyamoto
- Blood: The Last Vampire (2000) - Saya (głos)
- Kaze no jūtan (2003) - Kinue Nagai
- Wyznania gejszy (2005) -  Dynia
- Saga no gabai-bāchan (2006) - Matka
- Godziny szczytu 3 (2007) - Dragon Lady
- L: Change the World (2008) - Kimiko Kujo (K)
- The Limits of Control (2009) - Molecules
- Karkara (2012) - Junko
- This Country's Sky (2015) - matka Satoko
- Ao no kaerimichi (2018)
- We Are Little Zombies (2019)

### Telewizja
- Sanada Taiheiki (1985) - Senhime
- Hissatsu Kengekinin (1987) - Ohichi
- Kronika nie z tej ziemi (2001) - Mina Shen (odcinek Here There Be Dragons)
- Studenciaki (2002) - Kikuki (odcinek Hal and Hillary)
- Mistrzowie horroru (2006) - Kobieta (odcinek Imprint)

### Przedstawienia teatralne
- Podniebna poczta Kiki (1993) - Kiki